# Subliminal Groove Records
Subliminal Groove Records war eine 2012 in Montreal, Québec von Justin Lee gegründete Plattenfirma, die sich auf Progressive Metal und der extremen Spielweise des Metal, sowie auf Deathcore und Djent spezialisiert hat.
Bekannteste Gruppen, die Alben über Subliminal Groove veröffentlicht haben, sind das inzwischen aufgelöste multinationale Musikprojekt Slice the Cake und das ehemalige Solo-Projekt des früheren Rings-of-Saturn-Sängers John Galloway, Xehanort.

## Geschichte
Justin Lee spielte während seiner Zeit an der McGill University in Montreal, Kanada in diversen Metal- und Hardcore-Bands in der lokalen Szene. Nach seinem Abschluss in Physik und Mathematik gründete er Subliminal Groove Records im Jahr 2012. Bereits während seiner Studienzeit kam ihm der Gedanke, ein Label zu gründen, da viele seiner favorisierten Bands zu dieser Zeit, darunter The Afterimage und Beheading of a King noch keinen Plattenvertrag hatten.
Allerdings, so Lee, gestaltete sich die erste Zeit schwierig. Kontakte mit The Afterimage und Beheading of a King kamen zustande, jedoch kam es zu keinem Plattenvertrag. Erst als Lee ein Logo für sein Label gestaltete und eine Website veröffentlicht hatte, kamen erstmals Gruppen auf ihn zu mit der Bitte, eine Konzertreise zu ermöglichen. Er organisierte fünf Konzerte selbst. Um diesen Zeitraum wurde mit The Room Colored Charlatan die erste Band unter Vertrag genommen. Ascariasis, welche Lee um Hilfe baten, unterschrieben noch während der von ihm gebuchten Konzertreise ebenfalls einen Plattenvertrag, ehe kurz darauf Foreboding Ether an das Label gebunden wurden.
Seit 2015 ist das Label auch im Vereinigten Königreich und Europa aktiv. In Simon Garrod, dem Organisator des UK Tech-Fest, konnte ein neuer Mitarbeiter bei Subliminal Groove angeheuert werden.

## Bands
- Ascariasis
- Beheading of a King
- Change of Loyality
- Delusions of Grandeur
- The Engineered
- Foreboding Ether
- Kardashev
- Littledidweknow
- Lorelei
- Nemertines
- Nexilva
- Ovid’s Withering
- The Room Colored Charlatan
- Separatist
- Slice the Cake
- Xehanort